# Blitilda
Blitilda (Bilitilda) o Biliquildafou una suposada filla del rei Clotari I, esposa d'Ansbert el Senador i mare d'Arnulf de Metz, bisbe de Metz. No s'ha de confondre amb Biliquilda o Bilitilda, esposa de Khilderic II.
Blitilda és un personatge que apareix en dues genealogies carolíngies, la Genealogia domni Karoli, del començament del segle IX i la Genealogia domni Arnulfi, del segle IX. És donada com a filla del rei Clotari I (o Clotari II segons els documents), esposa d'Ansbert i mare d'Arnulf de Metz al començament del segle VII. L'existència d'Arnulf és confirmada per documents contemporanis, al contrari dels seus pares. Les dues genealogies són massa tardanes per tenir qualsevol autoritat. La filiació reial de Blitilda o Biliquilda és impossible des d'un punt de vista cronològic.